# Doxomysis rinkaiensis
Doxomysis rinkaiensis är en kräftdjursart som beskrevs av Valbonesi och Murano 1980. Doxomysis rinkaiensis ingår i släktet Doxomysis och familjen Mysidae. Inga underarter finns listade i Catalogue of Life.